# James Adlington
James H. Adlington (* 1876 in Madeley; † unbekannt) war ein englischer Fußballspieler.

## Karriere
Adlington spielte für Ironbridge in der Shropshire League, bevor er zur Saison 1895/96 in die Football League First Division zum Birminghamer Klub Small Heath kam. Zunächst im Reserveteam aufgeboten, ersetzte er erstmals am 23. November 1895 bei einem 5:2-Sieg gegen Preston North End den etatmäßigen Rechtsaußen Jack Hallam. Einen Monat später kam er erneut zum Einsatz und erzielte sowohl beim 2:2-Unentschieden gegen West Bromwich Albion, als auch in den drei nachfolgenden Ligapartien, darunter ein 1:0-Sieg gegen den FC Burnley und ein 3:2-Erfolg gegen die Wolverhampton Wanderers, jeweils einen Treffer.
Nachdem er in seinem sechsten Saisoneinsatz Ende Januar 1896, einer 2:7-Niederlage bei den Wolverhampton Wanderers, torlos geblieben war, fand er die restliche Saison trotz seiner eindrucksvollen Torquote keine Berücksichtigung mehr. Bis zum Ende der regulären Saison wurde Frank Mobley auf Rechtsaußen aufgeboten, in den „Test Matches“ genannten Relegationsspielen, die für Small Heath mit dem Abstieg in die Second Division endeten, wurde zunächst Mobley und dann erneut Hallam eingesetzt.
Adlington wurde von Small Heath nicht über das Saisonende hinaus verpflichtet und er setzte seine Laufbahn zunächst bei den in Worcester beheimateten Berwick Rangers in der Birmingham & District League fort, mit denen er im Dezember 1896 im Rahmen des Birmingham Senior Cups auf den amtierenden englischen Meister Aston Villa traf und bei der 1:5-Niederlage den Ehrentreffer der Rangers vorbereitete. Ab 1897 spielte er für die Stourport Swifts.